# Rhipsalideae
Tribu
Les Rhipsalideae sont une tribu de plantes à fleurs de la famille des Cactaceae, comprenant cinq genres. Rhipsalis est le genre type.

## Liste des genres
Selon GRIN (30 août 2021) :
- Cassytha Mill. - synonyme de Rhipsalis Gaertn.
- Epiphyllanthus A. Berger - synonyme de Schlumbergera Lem.
- Epiphyllopsis Backeb. & F. M. Knuth - synonyme de Hatiora Britton & Rose
- Epiphyllum Pfeiff. - synonyme de Schlumbergera Lem.
- Erythrorhipsalis A. Berger - synonyme de Rhipsalis Gaertn.
- Hariota Adans. - synonyme de Rhipsalis Gaertn.
- Hariota DC. - synonyme de Hatiora Britton & Rose
- Hatiora Britton & Rose
- Lepismium Pfeiff.
- Opuntiopsis Knebel, nom. inval. - synonyme de Schlumbergera Lem.
- Pseudozygocactus Backeb. - synonyme de Hatiora Britton & Rose
- Rhipsalidopsis Britton & Rose
- Rhipsalis Gaertn.
- Schlumbergera Lem.
- Zygocactus K. Schum. - synonyme de Schlumbergera Lem.
- Zygocereus Frič & Kreuz. - synonyme de Schlumbergera Lem.